# Vriesea longicaulis
Vriesea longicaulis là một loài thuộc chi Vriesea. Đây là loài đặc hữu của Brasil.